# Arzana
Arzana ist eine italienische Gemeinde (comune) mit 2199 Einwohnern (Stand 31. Dezember 2024) in der Provinz Ogliastra auf Sardinien. Die Gemeinde liegt etwa 11 Kilometer westsüdwestlich von Tortolì am Parco Nazionale del Golfo di Orosei e del Gennargentu. Arzana grenzt unmittelbar an die Provinz Nuoro und die Metropolitanstadt Cagliari. Im Gemeindegebiet liegt der Monte Idolo. Die südöstliche Gemeindegrenze bildet der Foddeddu.

## Verkehr
Durch die Gemeinde führt die Strada Statale 389 di Buddusò e del Correboi von Monti nach Lanusei. Parallel zum Foddeddu bildet die Strada Statale 198 di Seui e Lanusei die südöstliche Gemeindegrenze. Arzana besitzt einen Bahnhof an der schmalspurigen Bahnstrecke Mandas–Arbatax, der in den Sommermonaten vom Trenino Verde bedient wird.